# Eric Pröscher
Eric Pröscher (auch Eric Proscher) (* 2. Dezember 1964 in Gelnhausen) ist ein ehemaliger US-amerikanisch-deutscher Basketballspieler.

## Leben
Pröscher wuchs in Mount Shasta im US-Bundesstaat Kalifornien auf, bis 1983 besuchte er die Mount Shasta High School.
Er spielte in der Saison 1983/84 an der University of the Pacific und erzielte in acht Einsätzen im Durchschnitt 2,1 Punkte je Begegnung. Danach gehörte er bis 1987 der Mannschaft des Whitman College an.
Von 1988 bis 1990 verstärkte Pröscher den TSV Hagen 1860 (1988/89 in der Bundesliga) sowie 1990/91 den Stadtrivalen Goldstar Hagen in der höchsten deutschen Spielklasse. Nach seiner Rückkehr in die Vereinigten Staaten ließ er sich zunächst in Ashland (Bundesstaat Oregon) nieder und erlangte an der Southern Oregon University die Lehrbefähigung für den Schuldienst. Er wurde beruflich als Lehrer tätig, an der West Valley High School (Bundesstaat Kalifornien) betreute er auch Basketball- und Baseballmannschaften als Trainer.